# Михайло Острозький
 Михайло Іванович Острозький (пом. 1501) — князь з роду Острозьких, урядник Великого князівства Литовського, староста луцький, маршалок Волинської землі (1500-1501). Старший брат Костянтина Острозького.

## Життєпис
Син князя Івана Васильовича Острозького, старший брат Костянтина Острозького, сестри (ймовірне ім'я Марія — дружина володимирського старости князя Андрія Сангушка). Православний.
У польськомовних джерелах вперше згаданий 1474 року, коли разом з братом Костянтином взяв у заставу поселення Веле (Волинь). Можна припускати, що брати ще кілька наступних років були «нерозділеними» — тобто спільно володіли родовими маєтностями. Зокрема, 1481 року взяли в заставу села: П'янь за 30 кіп широких грошів, Тороканів — 1488 року, за 80 кіп грошів; 1486 року спільно повернули частину Межиріча, 1487 — поміняли свій двір у цій місцевості на двір у Гольці. У 1486 чи 1487 разом отримали від Казимира Ягеллончика: 20 кіп грошів — на миті Берестя, 30 вагових гривень на мито у Володимирі.
1494 року, за королювання Казимира IV Ягеллончика: разом з братом Костянтином отримали у спільне володіння м. Полонне — як вважають, за військові заслуги у війні Великого Князівства Литовського проти московської держави; трапилася суперечка Микити Чаплича з братами Михайлом та Костянтином Острозькими через село Гільча. Також брати хотіли мати права на село Лукопче, на яке також претендуваа Олександр Ходкевич. Невдовзі поділили спадок батько з братом.
Весною 1497 р., під час нападу татар на Волинь, Михайло Острозький наздогнав татарське військо на зворотному шляху «за Полонним, і ізбі їх всіх, і полон возверни і возвратися з похвалою». Того ж року Михайло відбив напад перекопських татар на Олевську і Мозирську волості.
Після того, як брат Костянтин 1500 р. потрапив у полон до московитів, Михайло отримав уряди луцького старости (мала характер намісника) і маршалка Волинської землі після князя Семена Юрійовича Гольшанського, котрі посідав до смерті. Уряд маршалка Волинської землі давав можливості для збагачення, збільшення впливу.
Нащадків не мав, може, не був одруженим.